# Индекс цен на импорт
Индекс цен на импорт (англ. U.S. Import and Export Price Indexes) публикуется Bureau of Labor Statistics — отделом статистики в министерстве труда Соединенных Штатов. Все началось с ежегодного издания, первый индекс был опубликован в 1973 году. В 1974 году он начал публиковаться ежеквартально. В 1982 году Административно-бюджетное управление включило IPP индексы в перечень основных федеральных экономических показателей, наряду с индексом потребительских цен и индексов цен производителей. В январе 1993 года IPP стал публиковаться ежемесячно. IPP постоянно расширяется для достижения своей миссии оценки стоимости товаров и услуг импортируемых и экспортируемых Соединенными Штатами.
IPP публикует товарные индексы и индексы разных услуг. В ежемесячный список услуг по которым публикуется список, в настоящее время входят:
- авиация
- авиаперевозки
- океанские лайнеры
- морские танкеры